# Karl-Axel Forssberg
Karl-Axel Forssberg, född Karl Axel Forsberg 14 mars 1905 i Stockholm, död där 11 juni 1977, var en svensk skådespelare och teaterdirektör.
Forssberg drev en handarbetsaffär på Folkungagatan i Stockholm, men kom genom sitt teaterintresse i kontakt med Ingmar Bergman och följde med honom till Helsingborgs stadsteater som kamrer 1945. Senare tog han tillsammans med John Zacharias över direktionen för Boulevardteatern på Ringvägen 125 i Stockholm, och drev den ensam från 1950 till 1957. Under hans tid som direktörer var Rune Moberg en ofta anlitad revyförfattare.
Forssberg debuterade 1950 i Hampe Faustmans Restaurant Intim och kom att medverka i totalt nio filmer fram till och med 1975.

## Filmografi
- 1950 – Restaurant Intim
- 1951 – Det var en gång en sjöman
- 1952 – Flyg-Bom
- 1953 – Vi tre debutera
- 1953 – Gycklarnas afton
- 1955 – Hoppsan!
- 1968 – I huvet på en gammal gubbe
- 1968 – Skammen
- 1975 – Giliap

## Teater

### Roller
| År   | Roll                                     | Produktion                                                 | Regi             | Teater                        |
| ---- | ---------------------------------------- | ---------------------------------------------------------- | ---------------- | ----------------------------- |
| 1941 | Kungen                                   | Elddonet H.C. Andersen                                     | Ingmar Bergman   | Sagoteatern                   |
| 1941 | Quince                                   | En midsommarnattsdröm William Shakespeare                  | Ingmar Bergman   | Sagoteatern                   |
| 1941 | Holofernes                               | Fågel blå Zacharias Topelius                               | Ingmar Bergman   | Sagoteatern                   |
| 1942 | Greve Kometstjärna                       | Sniggel snuggel Torun Munthe                               | Ingmar Bergman   | Sagoteatern                   |
| 1942 | Gubben Karlsson                          | De tre dumheterna Torun Munthe                             | Ingmar Bergman   | Sagoteatern                   |
| 1942 | Mjölnaren                                | Rödluvan Robert Bürkner                                    | Ingmar Bergman   | Sagoteatern                   |
| 1943 | Generalkonsuln                           | Vem är jag eller När fan ger ett anbud Carl Erik Soya      | Ingmar Bergman   | Stockholms studentteater      |
| 1943 | Alfred                                   | Tivolit Ingmar Bergman                                     | Ingmar Bergman   | Stockholms studentteater      |
| 1944 | Hotellkarlen Emile                       | Hotellrummet Pierre Rocher                                 | Ingmar Bergman   | Boulevardteatern              |
| 1944 |                                          | Vår väg mot framtiden Rudolf Värnlund                      | Ingrid Luterkort | Dramatikerstudion             |
| 1944 | Flink                                    | Aschebergskan på Widtskövle Brita von Horn och Elsa Collin | Ingmar Bergman   | Helsingborgs stadsteater      |
| 1944 |                                          | Fan ger ett anbud Carl Erik Soya                           | Ingmar Bergman   | Helsingborgs stadsteater      |
| 1944 | Portvakten                               | Macbeth William Shakespeare                                | Ingmar Bergman   | Helsingborgs stadsteater      |
| 1944 | Kungen                                   | Elddonet H.C. Andersen                                     | Ingmar Bergman   | Helsingborgs stadsteater      |
| 1945 | Maskinmästaren                           | Kriss-Krass-Filibom, revy Rune Moberg och Sture Ericson    | Ingmar Bergman   | Helsingborgs stadsteater      |
| 1945 | Gendarmen                                | Jacobowsky och översten Franz Werfel                       | Ingmar Bergman   | Helsingborgs stadsteater      |
| 1945 | Konduktören                              | Ett puzzlespel Kaj Munk                                    | Sture Ericson    | Helsingborgs stadsteater      |
| 1954 |                                          | Söderkåkar Gideon Wahlberg                                 | Gösta Jonsson    | Vanadislundens friluftsteater |
| 1972 | Kammarherre Stockman Extra tjänstgörande | Vildanden Henrik Ibsen                                     | Ingmar Bergman   | Dramaten                      |